# Anax bangweuluensis
Anax bangweuluensis е вид водно конче от семейство Aeshnidae. Видът е почти застрашен от изчезване.

## Разпространение
Разпространен е в Ботсвана, Замбия и Намибия (Ивица Каприви).